# Bonaparte Ghislieri
Bonaparte Ghislieri (fl. XVI secolo) è stato un nobile italiano, appartenente alla famiglia nobiliare bolognese dei Ghislieri. Figlio di Virgilio Ghislieri (assassinato nel 1537), fu senatore della città di Bologna.
Il suo nome è legato al celebre manoscritto noto come Libro d'ore di Bonaparte Ghislieri, conservato presso la British Library di Londra con la segnatura Ms. Yates Thompson 29.